# コンパクトフラッシュ

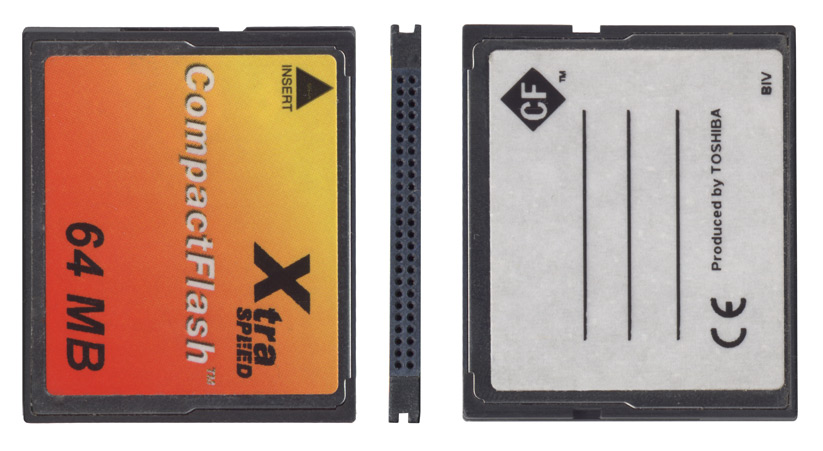
コンパクトフラッシュ

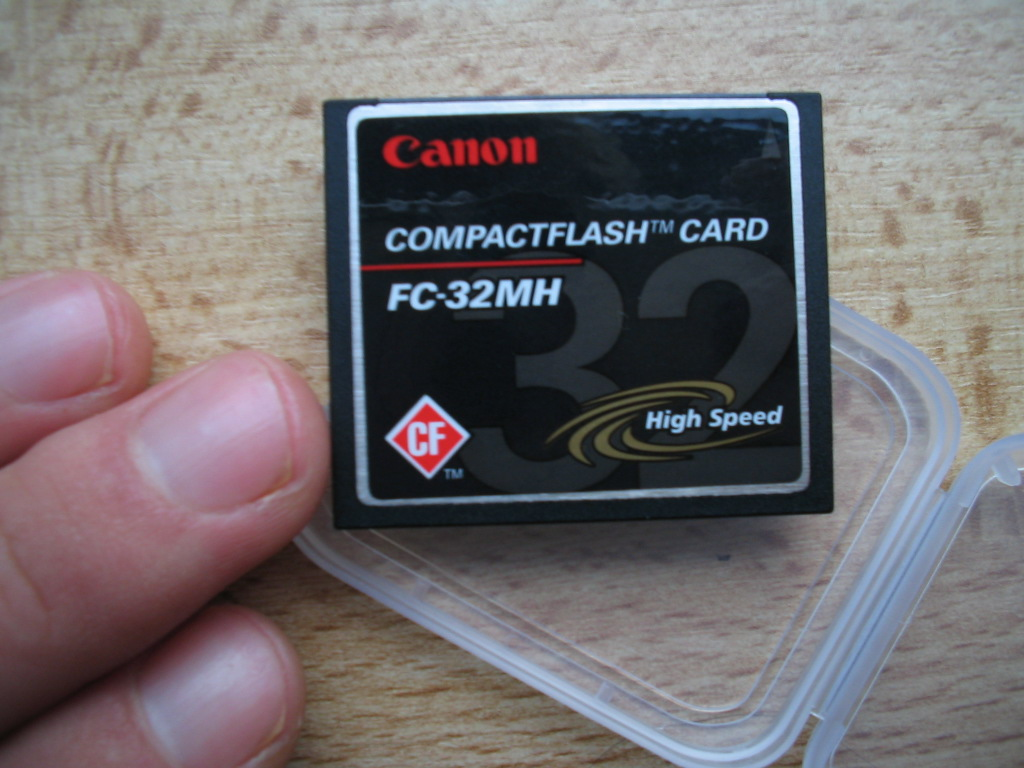
コンパクトフラッシュの大きさ

コンパクトフラッシュ（英語: CompactFlash, CF）は、小型カード型インタフェース、およびその規格による拡張カード。1990年代後半から2000年代後半にかけて、フラッシュメモリ型メモリーカードとして民生向け機器で広く使われた。また、ノートパソコンにネットワーク通信機器などの拡張デバイスを接続するためのインターフェイスとしても使われた他、産業用・組み込み用に使われている。

## 概要
コンパクトフラッシュ（以下CFと略称で表記する）は、アメリカのサンディスクを盟主とするコンパクトフラッシュアソシエーション（CFアソシエーション）が策定していた拡張カードの規格である。CF規格は1994年にサンディスクによって開発されたため、「コンパクトフラッシュ」という名称は、サンディスクの登録商標である。そのため他のメーカーは商標の使用を避けるため「CFカード」や「CF」といった名称を用いることが多い。
メディア（CFカード）は主に補助記憶装置として利用され、1990年代後半から2010年代前半にかけてメモリーカードとして民生向けに大量に市販されていた他、CFカードサイズの1インチハードディスク (HDD)であるマイクロドライブのようなものも存在した。製品の寸法は42.8 mm×36.4 mm×3.3 mmのTypeI（ほとんどの製品で採用されていた形状）と、少し厚い5 mmのTypeII（内部に何かを組み込んだ製品などで採用されていた形状）がある。
インターフェースとしてパラレルATA接続を採用しており、1990年代当時ノートパソコン用として普及していた拡張メディアであるPCカード（ATAカード）規格と電気的な互換性がある。そのため、CFカード型デバイスをノートPCのPCカードスロットに接続するための変換アダプターを噛ませる際、アダプター側にコントローラーを搭載する必要がなく、アダプターを安価に製造できた。またCFカードのサイズもPCカードのサイズに準じて策定されたものであるから、ノートPCにおいてPCカードと同じ感覚でCFカードを利用できる利点があり、特にCFカード型メモリーカードは、それまでノートPC用の補助記憶装置として普及していたPCカード型フラッシュATAカードと同等に扱えたので便利であった。また、Bluetoothを利用した無線通信アダプターなど、拡張スロットに収まる寸法のカード型デバイスや、CFスロットからはみ出す形の、CFカード型PHSカード、有線/無線LANカード等の入出力デバイスも発売された。これら消費電力の多いI/Oカード用に、1998年にCF+規格として電力容量が拡張された。2000年頃にはCFスロットを標準搭載したノートPCもいくつか発売されたが、わざわざCFスロットを搭載しなくても、PCカードスロットにアダプターを噛ませれば賄えたのと、2000年代に入るとUSB端子の普及によってUSB接続型のCFカードリーダーが安価に出回るようになったので、それほど多かったわけではない。
大きさは、PCカードの3分の1程度であり、それゆえ「コンパクト」と名前がついているが、1990年代後半より続々と登場した他のフラッシュメモリカード類の規格と比較すると最も大きい。そのため、CFカードは携帯機器向けメモリカードの規格としては、コンパクトな機器には搭載できないという欠点があったが、一方でその大きさを生かして大容量かつ転送速度が高速と言う利点があり、1990年代末から2000年代にかけて行われたメモリーカードの規格争いにおいて、デジタルカメラやPDAといった容量と速度を必要とする機器において採用されるメディアとしての地位を確保していた。
2000年代後半には携帯機器のコンパクト化もあって、民生向けメモリーカードの規格戦争においてmicroSD規格が覇権を握るものの、プロフェッショナル向けカメラにおいてはメディアの小ささよりも大容量と高速な転送速度が必要とされることから、CFカードは一般人向け機器での採用が無くなった2010年代以降もデジタル一眼レフなどのプロフェッショナル向け機器において採用されていた。
2011年、CFアソシエーションはCFの次世代規格としてXQD1.0を発表。また、2012年には従来のパラレルATA接続だけではなくシリアルATA（SATA）接続に対応させた産業向けのCFの規格である「CFast」規格（2008年策定）をSATA-IIIインターフェースに対応させてCFの次世代規格としたCFast2.0規格を発表。両者とも初代CF規格との互換性はない。なお、業界の都合で次世代CFの規格が2つに分裂することになったが、2019年にCFアソシエーションはXQDおよびCFastの次世代規格として、XQDに対して後方互換性を持つCFexpress 2.0規格を発表し、次世代CFの規格が再び統一された。
2022年現在、初代CF規格はCFアソシエーションにおける開発を終了しているが、当面の間はメーカーがメディアを販売し続ける限りは展開が終了することはないとのこと。一般に流通している最大容量は512 GBである。2010年のCF5.0規格から48bit LBA (BigDrive) に対応しており、仕様上の最大容量は144 PBになっている。 

### デジタル一眼レフカメラとCFカード
デジタルカメラが普及し始めた1990年代後半から2000年代前半にかけて、コンパクトフラッシュはスマートメディアと並んで代表的なメモリカードであった。その後、コンパクトデジタルカメラは、より小型のSDメモリカード・メモリースティックなどを使用するようになったが、それら小型メディアより高速かつ大容量であったため、デジタル一眼レフカメラなどの高級機器においては引き続きコンパクトフラッシュを使用するものが多かった。
その後、一部のデジタル一眼レフはCFとSDのデュアルスロットを備え、両者を併用できるようにした製品も存在した。しかし、SDメモリカードの更なる高速化と大容量化、より高速な規格（CFastやXQD）の登場もあって、2010年代半ば頃よりデジタル一眼レフ用のメディアはそれらに移行した。

## 転送速度
転送速度はレキサー・メディアがCDの転送速度の1倍速である150 KB/s（1.2 Mビット毎秒）を等倍とすると制定しており、各社はこの表現を採用している。規格の改定のたびに、パラレルATA規格の更新を取り入れている。CF Spec. Rev 6.0では、UDMA 7の最大1113倍速、167 MB/sの転送速度である。
PCカードアダプタを介して接続した場合、従来の16ビットPCカードスロットでは速度が遅いものしかないため（最高35倍速 5.3MB/s、一般に10倍速前後1 - 2 MB/s）、高速なCFカードはその性能を発揮できない。その場合は、CardBusアダプタ（バス速度444倍速66.6 MB/s、2007年現在実測260倍速39 MB/s）、または、ExpressCardアダプタ（2007年現在200倍速30 MB/s、2008年現在300倍速45 MB/s）を使用することで高速転送が可能となる。
USBカードアダプタを介して接続した場合、USB 2.0 では最大60 MB/sとなり、超高速タイプ(90 MB/sから100 MB/s)のコンパクトフラッシュの性能が発揮できない。そのような場合は、USB 3.0対応のカードアダプタを使えば解決できる。

## コンパクトフラッシュメモリーカード
本来のCF規格の目的である、フラッシュメモリなどを使ったメモリーカードである。CF規格では「コンパクトフラッシュストレージカード (CompactFlash Storage Card)」となっているが、ここでは一般に使われることの少ない「ストレージカード」との表現を避け、一般的な「メモリーカード」として表記する。
PCカードATAと68ピンATAとの両用、5 V電源と3.3 V電源との両用、アドレス2 KB制限、電流容量5 V電源時100 mA・3.3 V電源時75 mAまでの消費電流制限など、PCカードの一部仕様のみを必須として一部仕様を制限して採用した簡略仕様となっている。外形寸法は42.8 mm×36.4 mm×3.3 mmのタイプ1と、42.8 mm×36.4 mm×5 mmのタイプ2の二種類が基本だが、CFスロットからはみ出す物や、はみ出した部分がさらに厚くなった物へも対応している。
規格上ファイルシステム形式は策定されておらず、CFAはFAT12またはFAT16またはFAT32を推奨しているのみである。物理的にはカードリーダ/ライタがATA対応さえしていれば、CFメモリーカード側をFAT32等、いかようにも初期化できる。ただしATAの各種容量の壁に注意して対応を確認する必要がある。CF+カードをCF+非対応の古いカードリーダ/ライタに装着すると、電源容量が足りずカードを認識しない場合や、認識しても想定外の動作をすることがある。近年はデータの大容量化に伴い、CF+規格でFAT32の読み書きに対応した製品が多く流通するようになっている。

### メモリ容量
| 年           | 容量                    |
| ------------ | ----------------------- |
| 1994         | 2MB                     |
| 1996         | 15MB(typo?)             |
| 1996から2000 | 32、64、128、256、512MB |
| 2002         | 1GB                     |
| 2004         | 2GB                     |
| 2006         | 4、8GB                  |
| 2007         | 16GB                    |
| 2008         | 32GB                    |
| 2009         | 64GB                    |
| 2010         | 128GB                   |
| 2012         | 256GB                   |
| 2014         | 512GB                   |

## CF+カード

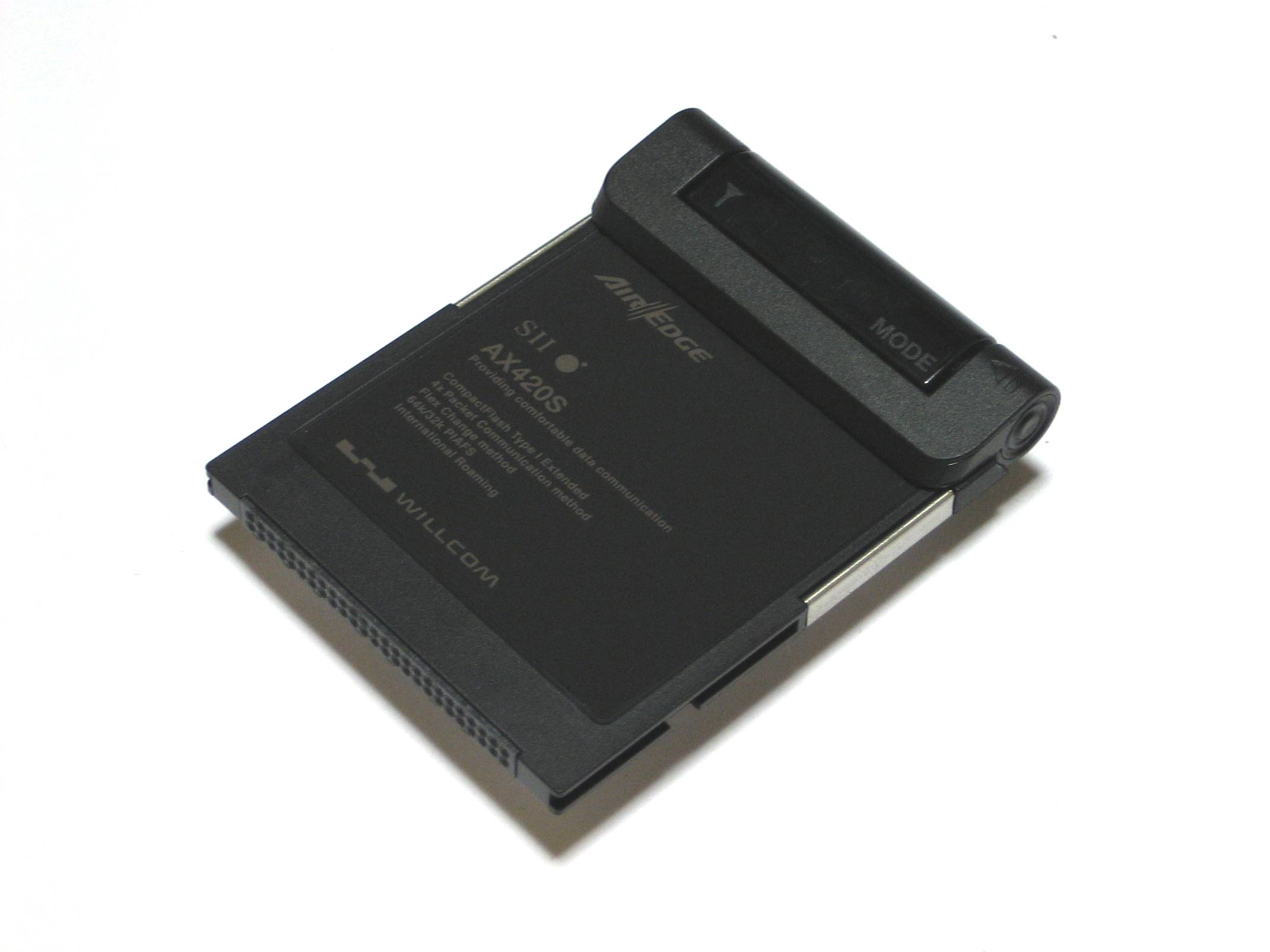
CF Type I Extended 対応PHSデータ通信カード
（ウィルコム AX420S、SII製）

CFとして必須仕様の一部不採用や、電源容量などの拡張を採用できる、CF規格を拡張したCF+規格のカードが存在する。
どちらの電圧でも500 mAまでの電流容量の拡張や、片方の電圧のみの対応や、68ピンATA互換の不採用など、CF規格からの逸脱部分が追加定義された。外形寸法もCFタイプ1よりもさらに下側を1 mm以上厚く拡張された42.8 mm×36.4 mm×最小4.3 mmのCF+拡張タイプ1がある。CF+拡張タイプ1のスロットからはみ出す物や、はみ出した部分がさらに厚くなった物へも対応している。
- 電流容量の500 mAまでの拡張。CFハードディスク、マイクロドライブなど消費電力のみでCF+になっている物もある。
- 68ピンATA互換のTrueIDEモードの不採用。ATA互換で無いI/Oカードの全て。
- 対応電源電圧3.3 Vのみのカード。一部PHSカードなどで消費電力を拡張制限内に抑えるために低電圧のみの採用など。

## CFastカード

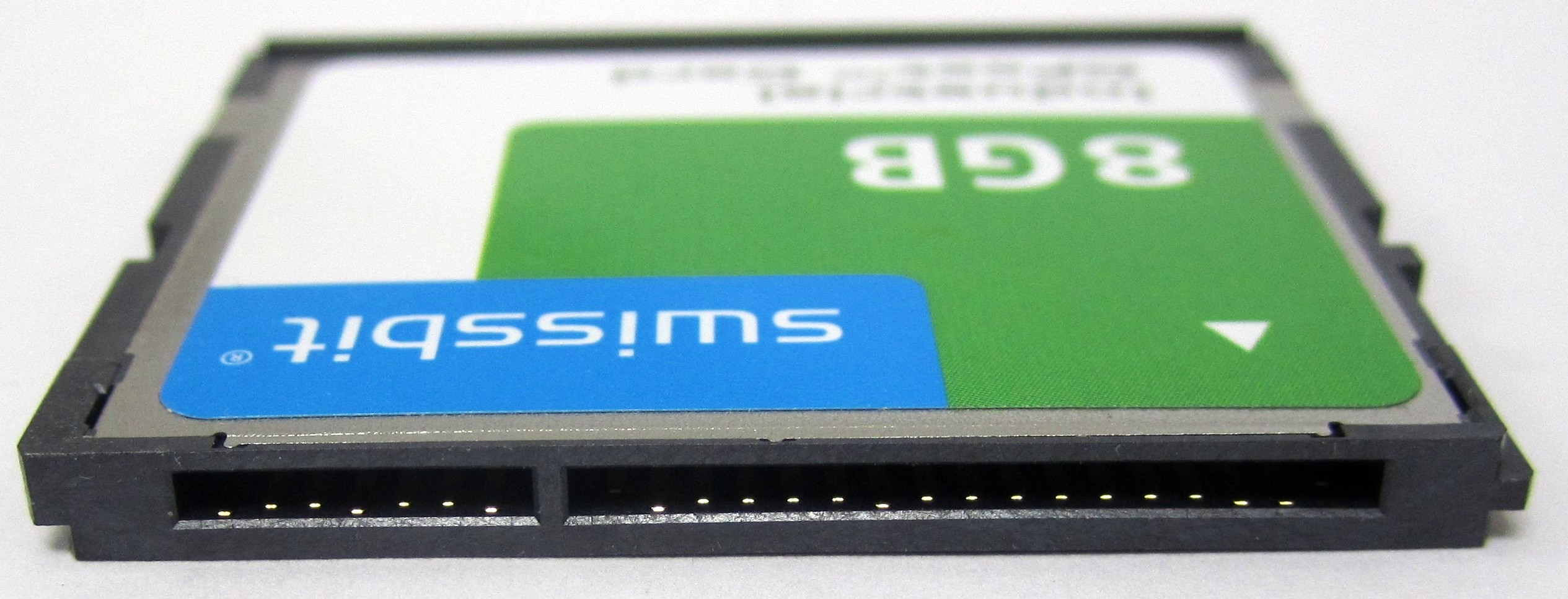
スイスビット CFastのピン配置

CFastとは、CompactFlash Associationが策定した規格である。
- 2014年9月の時点で仕様としてはCFast2.0となっている。
- 外観：従来のCFカードと同様の36.4 mm×42.8 mm×3.3 mm
- インターフェース:SATA3（シリアルATA）6Gbps(転送レート6.0 Gb/s (600 MB/s)
- 本体形状は同様でも従来のCFカードとの互換性はない。これはコネクター形状が変更されたためである。コネクタ内で曲がる可能性のあるピンを排除し、従来からの問題だった破損を防いでいる。
- 物理的に従来のCFカードと互換性がなくなったが、転送速度表記は従来と同様に倍速表記が使用されている。従来のCFカードでは1113倍速（x1113等の表記）が最大だったのに対し、Cfast2.0カードにおいては3333倍速（x3333等の表記で500 MB/s時)と大幅に向上している。
- CFastカードを採用した例として、キヤノン製の一部カメラ（ハイエンドビデオカメラやEOS-1D X Mark II等）がある。

## CFexpress

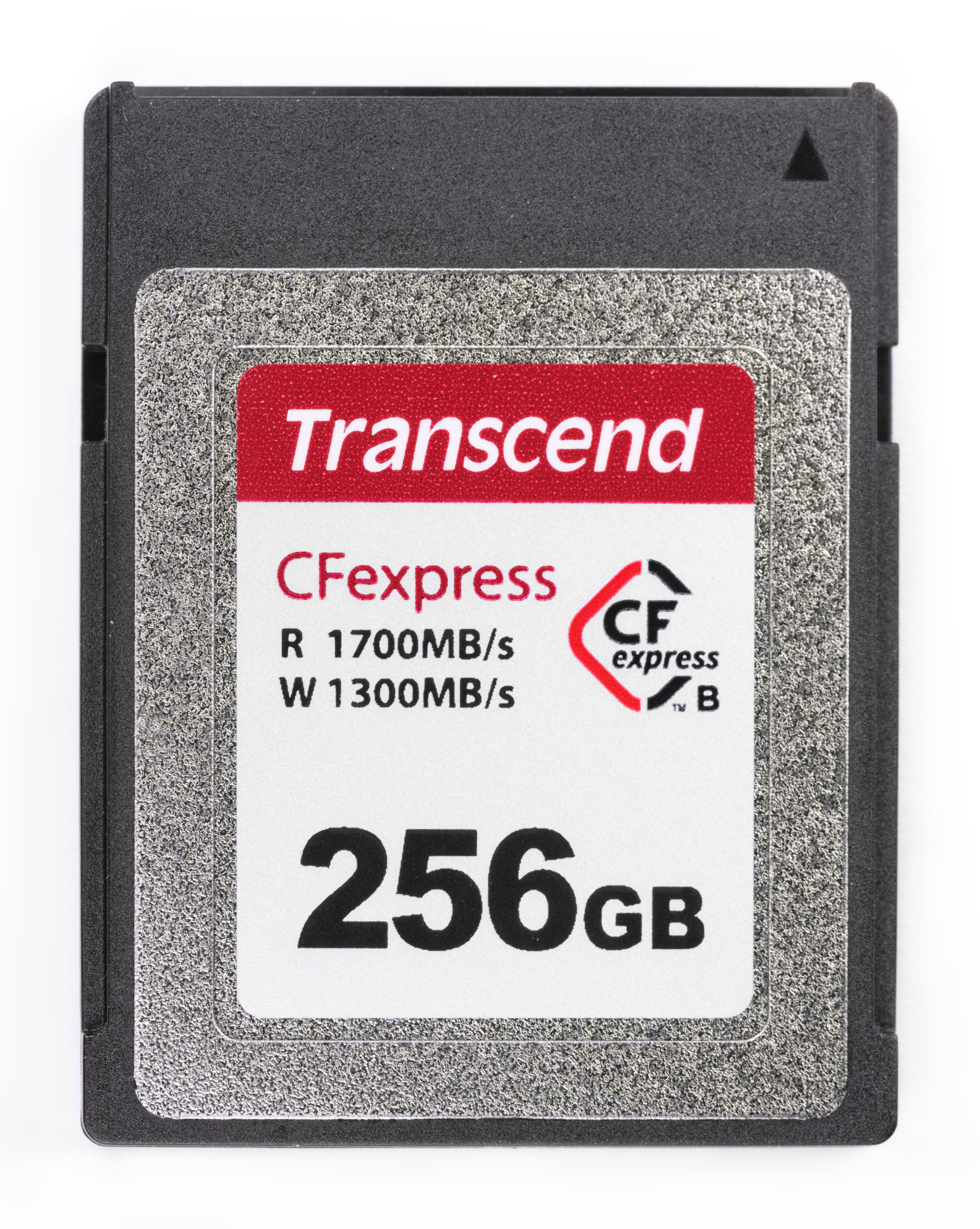
CFexpressカード

CFexpress (CFX) は、2016年9月に発表されたPCIe 3.0とNVMe 1.2をベースとした規格である。2017年4月に公開されたCFexpress 1.0では、2レーンのPCIe 3.0を採用しており、最大転送速度2 GB/sに対応している。将来的には8レーンまで増やすことで8 GB/sまで対応可能である。XQDメモリーカードと上位互換性を保持している。
CFexpress1.0規格を採用した製品は発売されなかったが、2019年にCFexpress2.0が策定され、2020年よりカメラの最上位機種を手始めに各社より対応機器が続々と発売されている。そのため、一時期CFastとXQDに2分されたコンパクトフラッシュの規格はCFexpressに一本化されたと言える。

## 規格のあゆみ
| Ver. | 年   | 月 | |
| ---- | ---- | -- | --- |
| 1.0  | 1994 | ?  | 初リリース。PIOモード0 - 2（55倍速8.3 MB/s）。 |
| 1.1  | ?    | ?  | コネクターの図面を追加。 |
| 1.2  | ?    | ?  | 図面にミリメートル寸法から変換したインチ寸法を追加。 |
| 1.3  | 1998 | ?  | CFタイプ2を追加。CFソケット・CFアダプターの図面を追加。 |
| 1.4  | 1999 | ?  | CF+を追加。ATAコマンドを更新。CF+ & CompactFlashへの名称変更。消費電力とTrueIDEモードについて。電源管理機能の設計図を追加。CFタイプ2ソケット、CFタイプ2アダプターを追加。CF/CF+タイプ1表面実装カードスロットの図面を更新。 |
| 2.0  | 2003 | 5  | ATA-4に合わせた、PIOモード3と4（111倍速 16.6MB/s）やコマンドの追加更新。CRC誤り検出再送。CFタイプ2からPCMCIAタイプ2への変換アダプターを追加。著作権保護規格CPRMを追加。長い外形寸法を追加。CFアダプター配線表変更。        |
| 2.1  | 2004 | 5  | TrueIDEモードにMultiword DMA0 - 2（111倍速 16.6MB/s）を追加。 |
| 3.0  | 2004 | 12 | TrueIDEモードにUltra DMA0 - 4（444倍速66.6 MB/s）を追加。PCカードモードにPIO4 - 6相当（166倍速 25.0MB/s）とTrueIDEモードにPIO5と6（166倍速 25.0MB/s）を追加。TrueIDEモードにMultiword DMA3と4（166倍速 25.0MB/s）を追加。  |
| 3.1  | ?    | ?  | ? |
| 4.0  | 2006 | 5  | PCカードUDMAモード0 - 6（888倍速 133MB/s）とTrueIDEモードにUDMA5と6（888倍速 133MB/s）を追加。 |
| 4.1  | 2007 | 2  | ? |
| 5.0  | 2010 | 2  | 48bit LBA (BigDrive)（最大容量144 PB）対応を追加。QoSを追加。Trim対応を追加。 |
| 6.0  | 2010 | 11 | UDMAモード7（1113倍速 167MB/s）を追加。Sanitizeコマンドを追加。 |

## その他
- 日本IBMは1995年発売のPalm Top PC 110内蔵のリーダーに「スマート・ピコ・フラッシュ」という名を与えていた。
- 他のメモリーカードをCFカードスロットで利用するための変換アダプタも存在した。小型のメモリーカードであるSDメモリーカードやDuoサイズのMSやxDピクチャーカードはCFメモリーカードの大きさに変換するアダプタがある。大きめのメディアであるメモリースティックやスマートメディア用のアダプタは、使用時のサイズがCFカードより大きい。
- PCカード規格と電気的な互換性があるため、CFカードの50ピンをPCカードの68ピンへ変換するのみの単純なアダプターをPCカードスロットに取り付けるだけで、CFカードを16bit PCカードとして利用することができた。
- 内蔵ハードディスク等で使用されているパラレルATAとインタフェース上の互換性を持つため、コネクタの配線変換でIDE変換ができる。これを利用して、汎用のリムーバブルメディアとする以外にも、組み込み機器の起動メモリディスクとしてや、デジタルオーディオプレーヤーの内蔵記憶装置としてなど、内蔵部品としても使われていた。またPCカード経由などでもハードディスクの代用として利用する場合もあった。パソコンなどへもIDE変換でパラレルATAやシリアルATAに直結するアダプタが有り、小容量の内蔵HDDの代替として、デジカメ用メディアとしての役目を終えたCFメモリーカードを1990年代製の古いPCの整備に使い回すこともあった。